# ميغيل أنخيل روبرت
ميغيل أنخيل روبرت (29 أغسطس 1908 بزاراتي، بوينس آيرس في الأرجنتين - 26 سبتمبر 1994 بزاراتي، بوينس آيرس في الأرجنتين) هو مدرب كرة قدم ولاعب كرة قدم فرنسي وأرجنتيني في مركز الهجوم. شارك مع منتخب الأرجنتين لكرة القدم ومنتخب فرنسا لكرة القدم. أما مع النوادي، فقد لعب مع إستوديانتيس دي لا بلاتا وبنيارول ونادي سوشو.

## وصلات خارجية
- ميغيل أنخيل روبرت على موقع قاعدة بيانات كرة القدم.إي يو (الإنجليزية)
- ميغيل أنخيل روبرت على موقع ناشيونال فوتبول تيمز (الإنجليزية)